# Paus Vitalianus
Vitalianus (Segni, geboortedatum onbekend - sterfplaats onbekend, 27 januari 672) was paus van 30 juli 657 tot aan zijn dood in 672.
Vitalianus ontving keizer Constans II in 663 in Rome. Constans plunderde daarop echter de stad, onder andere het Pantheon. Hij veroorzaakte daardoor een scheuring tussen Rome en het exarchaat Ravenna.
Vitalianus steunde niettemin na de dood van Constans diens zoon Constantijn IV als opvolger. Constantijn probeerde zich weer meer met Rome te verzoenen.
Cursief: tegenpaus